# Tachygyna
Genre
Tachygyna est un genre d'araignées aranéomorphes de la famille des Linyphiidae.

## Distribution
Les espèces de ce genre se rencontrent aux États-Unis et au Canada.

## Liste des espèces
Selon World Spider Catalog (version 16.5, 1/12/2015) :
- Tachygyna alia Millidge, 1984
- Tachygyna cognata Millidge, 1984
- Tachygyna coosi Millidge, 1984
- Tachygyna delecta Chamberlin & Ivie, 1939
- Tachygyna exilis Millidge, 1984
- Tachygyna gargopa (Crosby & Bishop, 1929)
- Tachygyna haydeni Chamberlin & Ivie, 1939
- Tachygyna pallida Chamberlin & Ivie, 1939
- Tachygyna proba Millidge, 1984
- Tachygyna sonoma Millidge, 1984
- Tachygyna speciosa Millidge, 1984
- Tachygyna tuoba (Chamberlin & Ivie, 1933)
- Tachygyna ursina (Bishop & Crosby, 1938)
- Tachygyna vancouverana Chamberlin & Ivie, 1939
- Tachygyna watona Chamberlin, 1949

## Publication originale
- Chamberlin & Ivie, 1939 : Studies on North American spiders of the family Micryphantidae. Verhandlungen, VII. International Kongress für Entomologie (Berlin), vol. 1, p. 56-73.